# 田中奏生
田中 奏生（たなか かなう、2006年1月25日 - ）は、日本の俳優（元子役）。研音所属。かつてはスペースクラフトに所属していた。
趣味は将棋、特技はけん玉。

## 経歴
母親の思い出作りをきっかけに、子役として2010年から活動し、2011年、『誰よりも君を愛す!』でドラマデビュー。
2018年、『BG〜身辺警護人〜』で木村拓哉が演じる主人公の息子役で注目される。
2019年、『裏からGood Schoolへ』で舞台初出演にして初主演をつとめる。

## 出演

### テレビドラマ
- 誰よりも君を愛す!（2011年4月17日、フジテレビ） - 佐久間亀吉 役
- 僕とスターの99日（2011年10月23日 - 12月25日、フジテレビ）
- 妖怪人間ベム 第4話（2011年11月22日、日本テレビ）
- とんび（2012年1月7日 - 1月14日、NHK総合） - 市川アキラ 役
- PRICELESS〜あるわけねぇだろ、んなもん!〜（2012年10月22日 - 12月24日、フジテレビ） - 鞠丘両太　役
- シングルマザーズ（2012年10月23日 - 12月11日、NHK） - 上村涼太 役
- 松本清張没後20年特別企画・市長死す
- クロユリ団地〜序章〜（2013年4月9日 - 6月25日、TBS） - ミノル（木下稔） 役
- Oh,My Dad!!（2013年7月11日 - 9月19日、フジテレビ） - 新海光太 役
- 明日、ママがいない（2014年1月15日 、日本テレビ） - ダイフク 役
- 緊急取調室 第3話（2014年1月23日、テレビ朝日） - 佐原大地 役
- 死神くん 第2話（2014年4月25日、テレビ朝日） - 健太 役
- おやじの背中 第8話「駄菓子」（2014年8月31日、TBS） - 春部湊 役
- 信長協奏曲 第8話 - 第9話（2014年10月13日 - 12月24日、フジテレビ『月9』） - 森蘭丸 役
- 破裂（2015年10月 - 11月、NHK） - 香村鷹一郎（幼少期・回想シーン） 役
- ふなっしー探偵（2016年1月7日、フジテレビ） - 時下たくや 役
- 怪盗山猫 第9話（2016年3月12日、日本テレビ）
- 痛快TV スカッとジャパン （2016年3月14日、フジテレビ） - ショートドラマ出演
- ナイトヒーロー NAOTO 第7話（2016年5月28日、テレビ東京） - ジュリアン 役
- ゆとりですがなにか 第5話（2016年5月15日、日本テレビ） - 若山大悟 役
- 受験のシンデレラ 第6話（2016年8月14日、NHK BSプレミアム） - 早乙女大河 役
- がっぱ先生!（2016年9月23日、日本テレビ） - 大沢克夫（カツオ） 役
- レンタル救世主 第3話（2016年10月23日、日本テレビ） - 陽太 役
- 砂の塔〜知りすぎた隣人 第7話（2016年11月25日、TBS） ‐ 田村卓哉 役
- 警視庁いきもの係 第4話（2017年7月30日、フジテレビ） - 出倉健二 役
- オバチャン保険調査員 赤宮楓のマル秘事件簿（2017年8月21日、MBS） - 柏崎純一（少年期） 役
- BG〜身辺警護人〜（2018年1月18日 - 3月15日、テレビ朝日） - 島崎瞬 役[6]
  - BG〜身辺警護人〜（2020年6月18日 - 7月30日、テレビ朝日）[7]
- 崖っぷちホテル! 第3話（2018年4月29日、日本テレビ） - 大村裕司 役[8]
- グッド・ドクター（2018年7月12日 - 9月13日、フジテレビ） - 新堂奏太（湊の兄・回想） 役
- いつかこの雨がやむ日まで（2018年8月4日 - 9月29日、東海テレビ） - 谷川和也（子供時代） 役
- 直撃!シンソウ坂上2時間SP〜日航123便からのメッセージ・33年目の真相〜（2018年8月16日、フジテレビ） - 谷口直樹 役[9]
- ヒーローを作った男 石ノ森章太郎物語（2018年8月25日、日本テレビ） - 石森（小野寺） 章太郎（中学生時代） 役[10]
- 土曜ドラマスペシャル ベトナムのひかり〜僕が無償医療を始めた理由〜（2019年1月12日、NHK） - 羽鳥志郎（少年期） 役
- プレミアムドラマ 盤上のアルファ〜約束の将棋〜（2019年2月、NHK BSプレミアム） - 真田信繁（少年期） 役
- KTS鹿児島テレビ開局50周年記念ドラマ「前田正名-龍馬が託した男-」（2019年2月5日、鹿児島テレビ） - 前田正名（少年期） 役
- ハケン占い師アタル 第6話・最終話（2019年2月21日・3月15日、テレビ朝日）- 大崎ケン 役
- ラジエーションハウス〜放射線科の診断レポート〜 第2話・第10話-最終話（2019年4月15日・6月10-17日、フジテレビ） -  小野寺大樹 役
  - ラジエーションハウスII〜放射線科の診断レポート〜 特別編（2021年12月20日）[11]
- 家政夫のミタゾノ第3シリーズ第4話（2019年5月10日、テレビ朝日） - 玄角公平 役
- 病室で念仏を唱えないでください 第2話（2020年1月24日、TBS） - 丸山翼
- トップナイフ-天才脳外科医の条件- 第9話・最終話（2020年3月7日、3月14日、日本テレビ） - 添野徹 役[12]
- 青のSP―学校内警察・嶋田隆平―（2021年1月12日 - 3月16日、関西テレビ・フジテレビ） - 深山敏春 役[3][13]
- 君と世界が終わる日に（2021年1月17日 - 3月21日、日本テレビ） - 橘勝利 役[3][14]
- ザ・ハイスクール ヒーローズ 第1話（2021年7月31日、テレビ朝日） - 四ノ宮丸雄 役[15]
- NHK特集ドラマ 混声の森（2022年3月26日・27日、NHK BS4K / 2022年7月23日・30日、NHK BSプレミアム）- 石田恭太 役
- 連続テレビ小説 ちむどんどん（2022年4月11日、NHK） - 青柳和彦 役[16]
- クロサギ（2022年10月21日 - 12月23日、TBS） - 吉川敦 役[17]
- 相棒season21 第19話（2023年3月1日、テレビ朝日）- 山部守 役

### 映画
- 黄金を抱いて翔べ（2012年） - 北川祐一 役
- ウルトラマンサーガ（2012年） - カナタ 役
- おおかみこどもの雨と雪（2012年） - 声の出演
- クロユリ団地（2013年） - ミノル（木下稔） 役
- あゝ、荒野 前後編（2017年10月）
- 小さな橋で（2017年11月） - 広次 役
- 泣き虫しょったんの奇跡（2018年） - 鈴木悠野（幼少期） 役
- うちうちの面達（つらたち）は。（2019年） - 主演・鎌田浩次朗 役[18]

### CM
- ヤマハ「PAS」（2010年）
- ニッスイ「ちくわ」（2011年）
- 京王電鉄企業　子天狗
- ENEOS「with your life 〜兄と弟〜 篇」（2012年）
- 大塚食品「ボンカレー」（2013年）
- アマゾンジャパン合同会社・Fire TV「Fire TVがやってきた!篇」（2016年）
- マイタウン（2021年）[19]

### 舞台
- Z-Lion第11回公演 裏からGood Schoolへ（2019年11月20日 - 24日、新宿シアターサンモール） - 主演[5]